# Resolutie 1375 Veiligheidsraad Verenigde Naties
Resolutie 1375 van de Veiligheidsraad van de Verenigde Naties werd unaniem door de
Veiligheidsraad van de Verenigde Naties aangenomen op 29 oktober 2001.

## Achtergrond
Na Burundi's onafhankelijkheid van België in 1962 werd het land een
monarchie. In 1966 werd de koning in een staatsgreep vervangen door een president. Toen de
voormalige koning in 1972 vermoord werd brak een burgeroorlog uit tussen Tutsi's en Hutu's in
het land. Daarna losten de dictators elkaar met opeenvolgende staatsgrepen af. Begin
1994 kwam de president samen met zijn Rwandese collega om het leven toen hun vliegtuig werd
neergeschoten. Daarop brak in beide landen een burgeroorlog uit tussen Hutu's en Tutsi's waarbij honderdduizenden
omkwamen.

## Inhoud

### Waarnemingen
De Veiligheidsraad bevestigde het Akkoord van Arusha als beste basis om het conflict in
Burundi op te lossen en er een intern politiek partnerschap op te bouwen. Men was zeer bezorgd om het
geweld in het land, dat nog steeds doorging. Dat had gevolgen voor de hele regio (in de buurlanden Rwanda
en Congo waren ook conflicten aan de gang). Op 11 oktober was in Pretoria onder bemiddeling van
Nelson Mandela een akkoord bereikt over het wettelijk kader en de structuur van de overgangsregering en
de samenstelling van het kabinet, de senaat en het overgangsparlement.

### Handelingen
Op 1 november zou die overgangsregering geïnstalleerd worden. Alle partijen werden opgeroepen het geweld
tegen burgers onmiddellijk te stoppen. De Forces pour la Défence de la Démocratie en de
Forces Nationales de Libération werden opgeroepen de vijandelijkheden te staken en het vredesproces te
vervoegen. Ook alle landen in de regio werden opgeroepen dat proces te steunen.
De Veiligheidsraad stond ook achter de oprichting van een tijdelijke multinationale veiligheidsmacht in Burundi
om de terugkerende politieke leiders van het land te beschermen en de nog te vormen Burundese veiligheidsdiensten
op te leiden.

## Verwante resoluties
- Resolutie 1072 Veiligheidsraad Verenigde Naties (1996)
- Resolutie 1286 Veiligheidsraad Verenigde Naties (2000)
- Resolutie 1545 Veiligheidsraad Verenigde Naties (2004)
- Resolutie 1577 Veiligheidsraad Verenigde Naties (2004)

Lijst ·  1335 ·  1336 ·  1337 ·  1338 ·  1339 ·  1340 ·  1341 ·  1342 ·  1343 ·  1344 ·  1345 ·  1346 ·  1347 ·  1348 ·  1349 ·  1350 ·  1351 ·  1352 ·  1353 ·  1354 ·  1355 ·  1356 ·  1357 ·  1358 ·  1359 ·  1360 ·  1361 ·  1362 ·  1363 ·  1364 ·  1365 ·  1366 ·  1367 ·  1368 ·  1369 ·  1370 ·  1371 ·  1372 ·  1373 ·  1374 ·  1375 ·  1376 ·  1377 ·  1378 ·  1379 ·  1380 ·  1381 ·  1382 ·  1383 ·  1384 ·  1385 ·  1386